# Système reproducteur
 (avril 2018).
Si vous disposez d'ouvrages ou d'articles de référence ou si vous connaissez des sites web de qualité traitant du thème abordé ici, merci de compléter l'article en donnant les références utiles à sa vérifiabilité et en les liant à la section « Notes et références ».
Le système reproducteur d'un organisme, appelé aussi appareil génital ou appareil reproducteur, est le système biologique constitué de l'ensemble des organes anatomiques qui participent à la reproduction. Chez les organismes sexués, on parle des organes sexuels ou des organes génitaux chez les animaux, ou encore des caractères sexuels primaires.
Les organes du système reproducteur remplissent au minimum les fonctions de production des cellules sexuelles nommées gamètes et de fécondation ; chez les vertébrés supérieurs, on y ajoute la gestation et la parturition (naissance, mise bas ou ponte).
Chez les animaux, le système reproducteur est fondé sur les gonades, les glandes qui produisent les gamètes : ovaire pour la gonade femelle et testicule pour la gonade mâle.
Les fleurs sont les organes reproducteurs des plantes à fleurs.

## Chez les humains

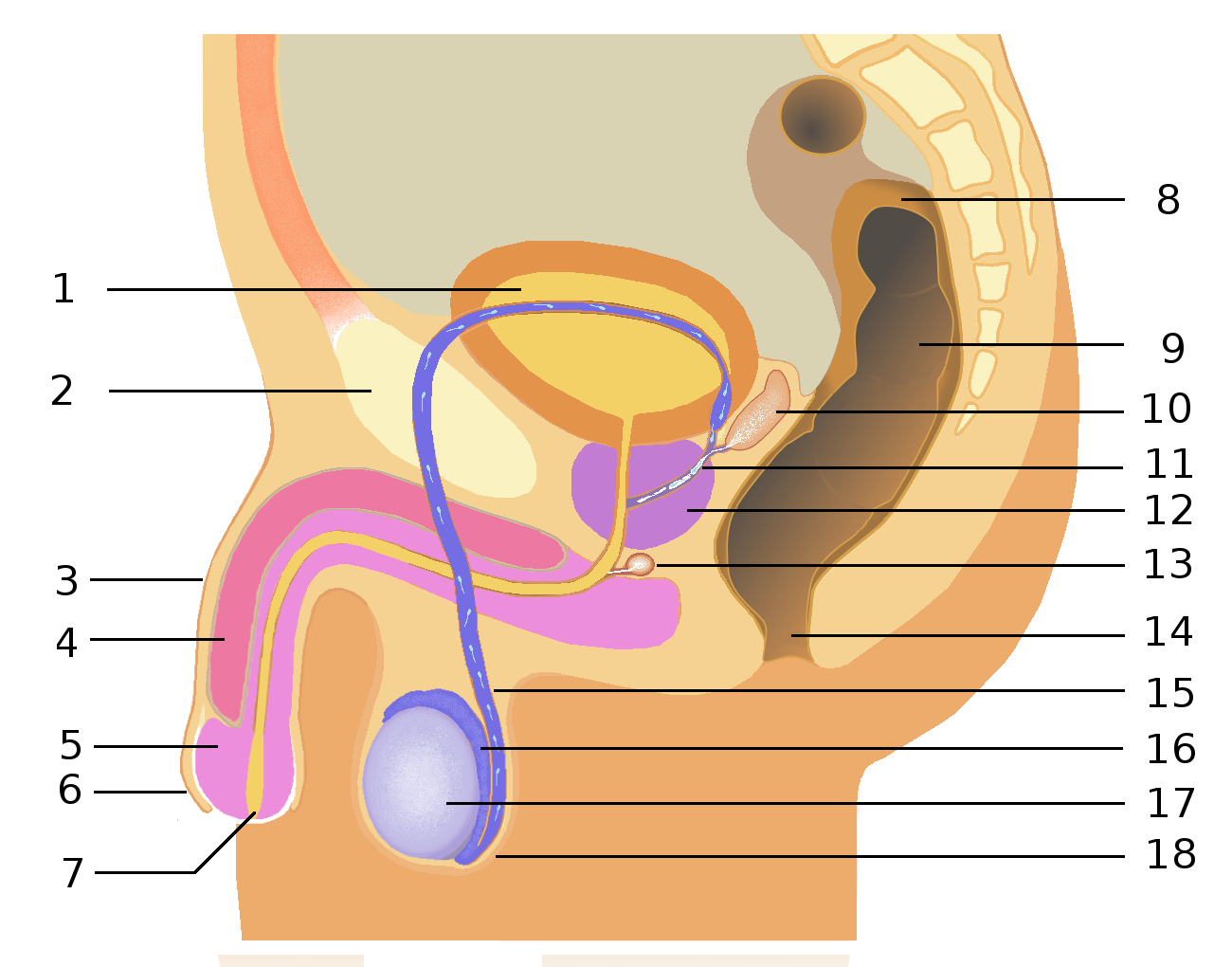
Appareil génital masculin : 1. Vessie 2. Symphyse pubienne (os pubien) 3. Pénis 4. Corps caverneux 5. Gland 6. Prépuce 7. Méat urétral 8. Côlon sigmoïde 9. Rectum 10. Vésicule séminale 11. Canal éjaculateur 12. Prostate 13. Glande de Cowper 14. Anus 15. Canal déférent 16. Épididyme 17. Testicule 18. Scrotum.
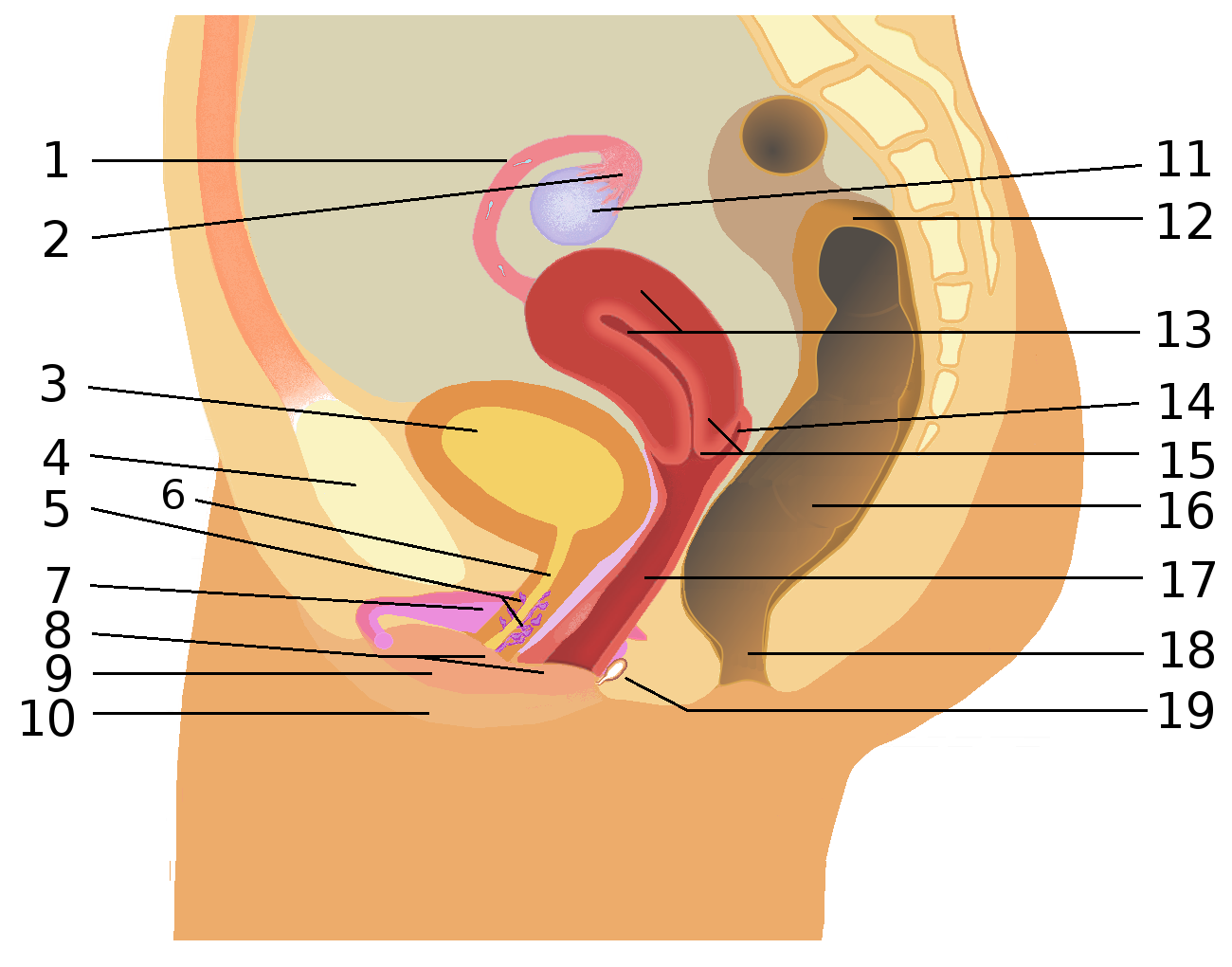
Appareil génital féminin : 1. Trompes de Fallope 2. Fimbria 3. Vessie 4. Symphyse pubienne (os pubien) 5. Glande de Skene 6. Urètre 7. Clitoris avec bulbe du vestibule 8. Vestibule vulvaire 9. Petite lèvre 10. Grande lèvre 11. Ovaire 12. Côlon sigmoïde 13. Utérus 14. Cul-de-sac vaginal (fornix) (en) 15. Col de l’utérus (cervix) 16. Rectum 17. Vagin 18. Anus 19. Glande de Bartholin.
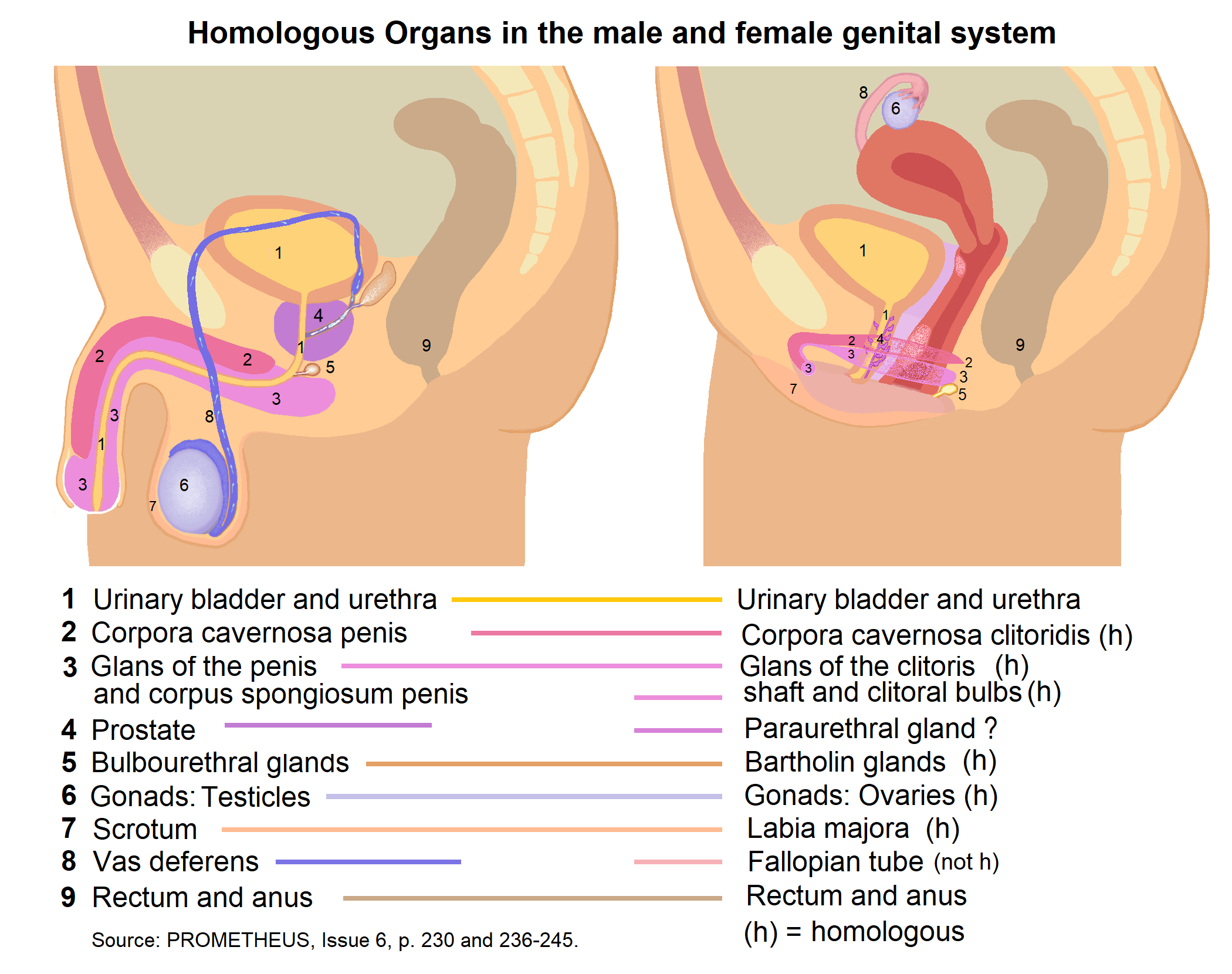
Système reproducteur humain : organes homologues.

Chez l’être humain, la représentation et la figuration des organes génitaux internes, de la femme notamment, ont beaucoup évolué au gré des connaissances sur la fécondation.
Les organes jouant un rôle sexuel sont nombreux, qui comprennent le système hormonal, le cerveau et les zones érogènes, dont le fonctionnement et les inter-relations sont encore mal compris.
La fonction génitale de l'homme est de produire les gamètes mâles spermatozoïdes et les introduire par l'intermédiaire du pénis, dans les voies génitales de la femme où la fécondation a lieu. La fonction génitale de la femme est de produire les gamètes femelles ovules et d'assurer le développement d'un embryon pendant neuf mois.

### Appareils génitaux

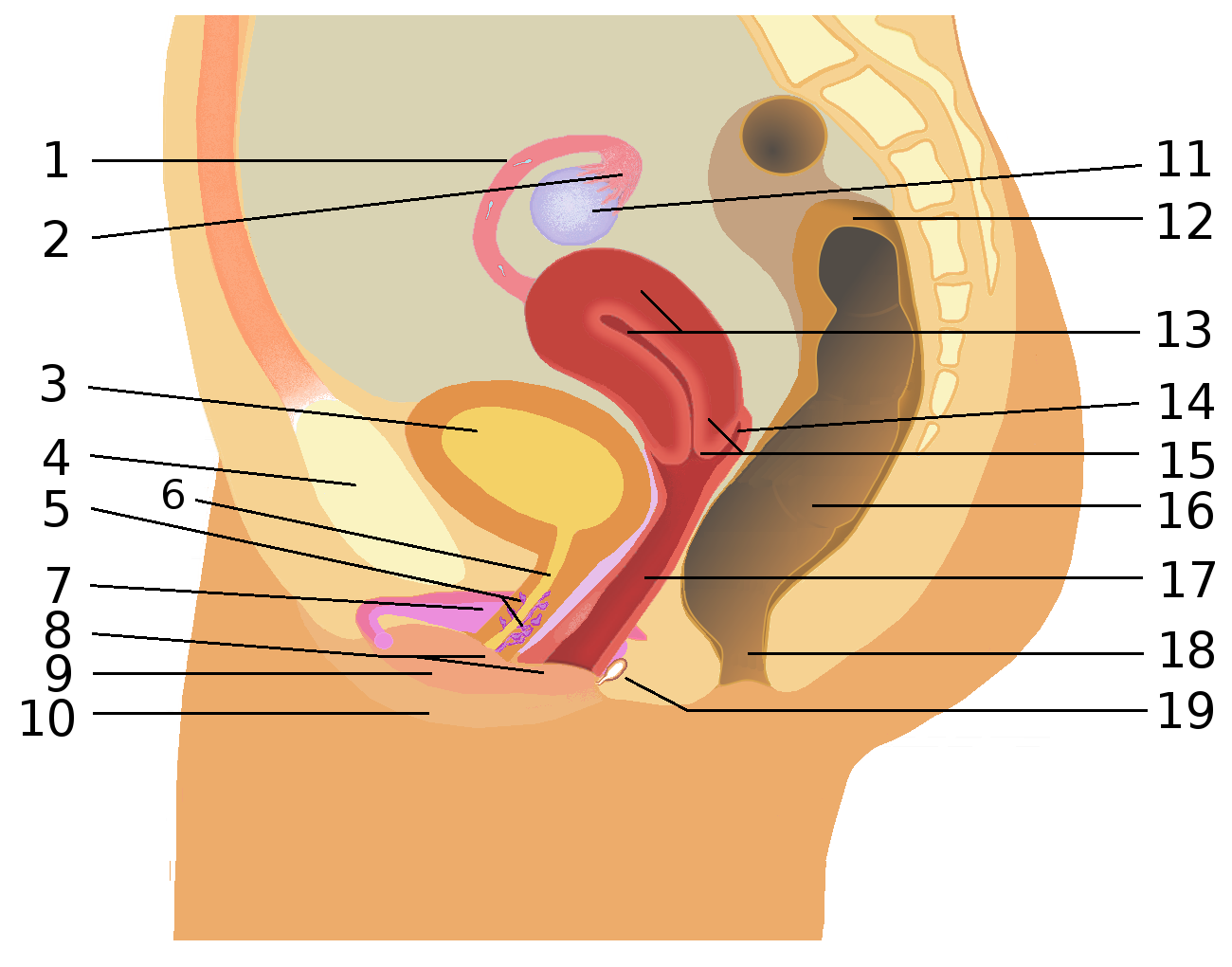
Appareil génital féminin : 1. Trompes de Fallope 2. Fimbria 3. Vessie 4. Symphyse pubienne (os pubien) 5. Glande de Skene 6. Urètre 7. Clitoris avec bulbe du vestibule 8. Vestibule vulvaire 9. Petite lèvre 10. Grande lèvre 11. Ovaire 12. Côlon sigmoïde 13. Utérus 14. Cul-de-sac vaginal (fornix) 15. Col de l’utérus (cervix) 16. Rectum 17. Vagin 18. Anus 19. Glande de Bartholin.

#### Appareil génital féminin
L'appareil génital compte, chez la femme :

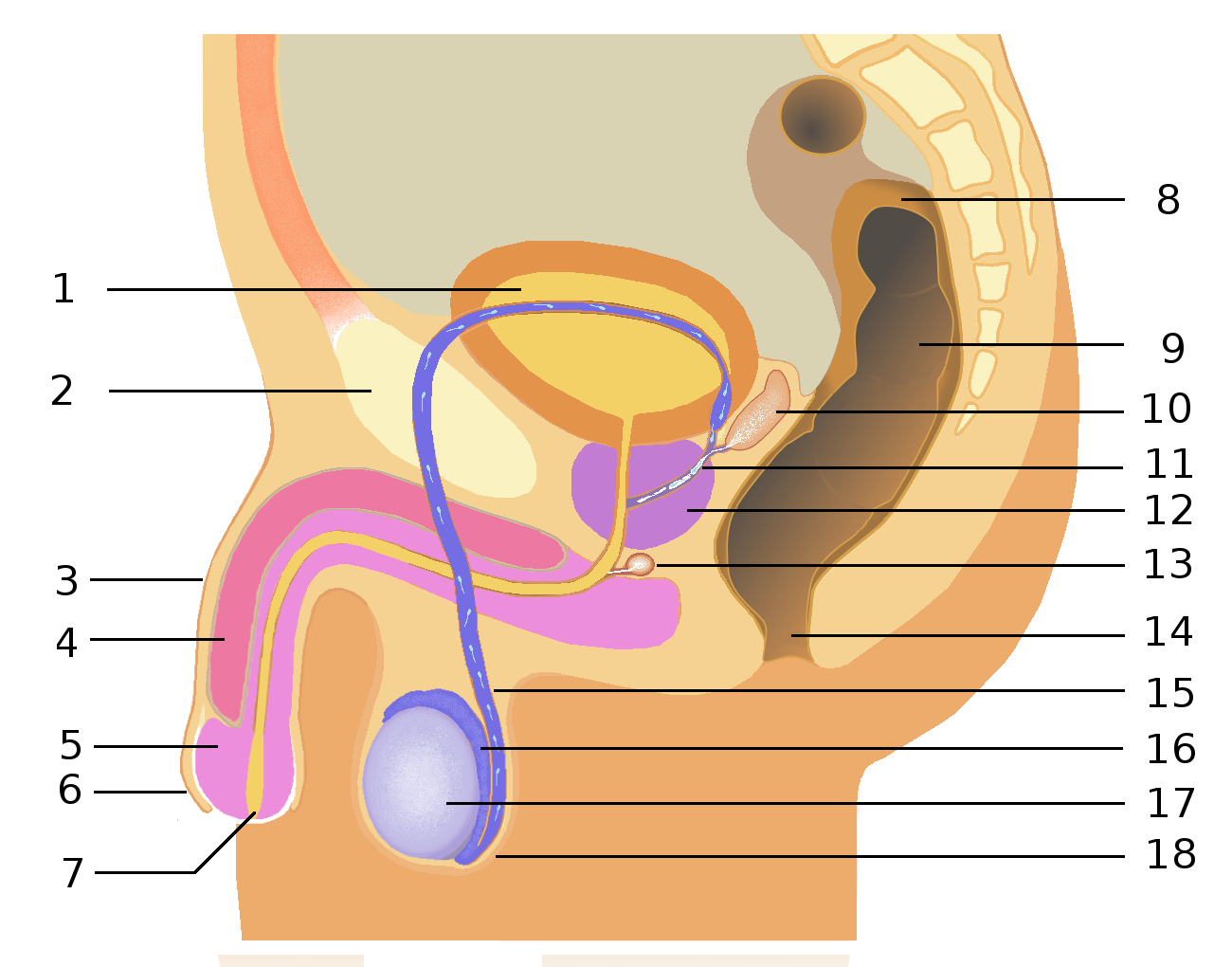
Appareil génital masculin : 1. Vessie 2. Symphyse pubienne (os pubien) 3. Pénis 4. Corps caverneux 5. Gland 6. Prépuce 7. Méat urétral 8. Côlon sigmoïde 9. Rectum 10. Vésicule séminale 11. Canal éjaculateur 12. Prostate 13. Glande de Cowper 14. Anus 15. Canal déférent 16. Épididyme 17. Testicule 18. Scrotum

- la vulve, dont :
  - le clitoris,
  - les grandes lèvres,
  - les petites lèvres ;
- le vagin, dont :
  - le col de l'utérus ;
- l'utérus ;
- les trompes de Fallope ;
- les ovaires ;
- les glandes de Skene ;
- les glandes de Bartholin.

#### Appareil génital masculin
L'appareil génital compte, chez l’homme :
- le pénis dont :
  - le prépuce,
  - le gland ;
- les testicules (dans le scrotum, vulgairement appelé « bourses ») ;
- la prostate ;
- les vésicules séminales ;
- les glandes de Cowper ;
- le canal déférent ;
- l'épididyme ;
- le rete testis ;
- les tubes séminifères.

### Formation du système et des organes reproducteurs
La formation des « organes de la reproduction » s'effectue en plusieurs étapes.

Elle s'amorce très tôt durant l'embryogenèse, avec un premier stade où les différences morphologiques entre les deux sexes sont presque inexistantes.

La différenciation est entamée et se poursuit lors du développement du fœtus, avec plusieurs moments importants, dont la descente des testicules chez le garçon. Le testicule se développe d'abord juste en dessous du rein, comme les ovaires chez le fœtus féminin. Le testicule doit ensuite progressivement descendre le long d'un canal vers les bourses, souvent peu avant la naissance, voire dans les jours suivant la naissance : 50 % des testicules ne sont pas tout à fait descendus à la naissance, mais le seront presque toujours à l'âge de 6 mois ; mais, plus un testicule non descendu est en position haute, moins il a de « chances de descendre spontanément, et plus le risque futur de cancer augmente. Une fois descendu, le canal de descente doit se refermer.
L'absence, le retard ou l'insuffisance de cette descente sont classées parmi les cryptorchidies ou ectopies testiculaires.
Le développement de l'utérus, du vagin et de la vulve sont internes et donc plus discrets, mais suivent des processus assez similaire (modification de taille, de conformation, de position et de direction de ces organes. Cependant, chez la femme, certains de ces organes évolueront encore avec la grossesse et l'accouchement s'ils se produisent (de même que les seins).
Tous les stades de développement des organes reproducteurs — avant et après la naissance — sont sous le contrôle d'hormones dites « hormones sexuelles .

Leur développement s'interrompt (normalement) durant la petite enfance (période correspondant à un relatif « silence hormonal » concernant la production des hormones sexuelles.

Le développement reprend ensuite normalement à l'adolescence avec l'apparition des caractères sexuels secondaires.
À tous les stades de développement de ces organes, la « maturation » et « différenciation sexuelle » se poursuivent sous l'influence du génome (Système XY de détermination sexuelle), mais pas uniquement. Les hormones de la mère interviennent aussi in utero.
Et l'exposition du fœtus ou dans l'enfance à certains polluants dits « perturbateurs endocriniens » peuvent interférer avec ce développement, parce que ces molécules « miment » nos hormones (même à très faible dose) et peuvent ainsi perturber le système hormonal et le développement des organes génitaux (au moment de l'exposition et pour le futur de l'individu) ; Ces « leurres hormonaux » peuvent encore par suite, directement ou indirectement perturber la vie sexuelle ou la fertilité future des individus.
Ces perturbateurs peuvent notamment contribuer au phénomène de délétion de la spermatogenèse et causent des malformations génitales (ex. : cryptorchidies, ectopie testiculaire, source de risque de cancer du testicule) dont la fréquence et la gravité semblent s’accroître depuis quelques décennies).
Après maturation complète des organes génitaux (terminée en fin d'adolescence), le système reproducteur et la sexualité continuent à se construire ; les organes génitaux interagissent avec le cerveau, le système hormonal et d'autres organes (zones érogènes notamment) via les centres du plaisir et d'autres zones.

### Remarques
Le Dictionnaire de l'Académie française, dans sa 4e édition (1762), décrit ainsi l’adjectif « génital » : « Terme didactique. Qui sert à la génération. Vertu, faculté génitale. Esprit génital. Parties génitales. ». Il laisse ainsi entendre qu’il ne décrit pas que les organes de la reproduction, mais aussi l’esprit qui chez l’homme, via l’érotisme et la pensée consciente et prévisionnelle, contribue fortement au processus de sexualité et de reproduction.
Les processus physiologiques de la reproduction, bien que présentant des spécificités d'espèces, restent globalement très proches chez les mammifères. Cependant dans l'espèce humaine, la reproduction se différencie  : 
- par des comportements amoureux et sexuels complexes et variés, fortement associés aux cultures ;
- par des cultures souvent marquées par des inhibitions, des tabous, des rites et différentes formes de pudeur entourant la nudité ou la visibilité des organes sexuels, qui par contre dans certaines cultures et/ou à certaines époques sont ou ont été fortement soulignés par le costume. Ces artéfacts socioculturels sont plus ou moins importants, prégnants et ils évoluent au cours du temps, ainsi que selon les classes sociales ou groupes. Au sein d'un groupe, ils évoluent aussi selon l’âge de l'individu (la nudité est plus tolérée chez les bébés ou jeunes enfants) ou le contexte (médical, familial, vacances, relais par un média, etc). Souvent, il est au moins exigé de couvrir les organes génitaux en société avec un vêtement, parfois symbolique (le mini-string contemporain, un simple pagne, une feuille tenue par une fine cordelette chez les femmes de certaines tribus amérindiennes (Xingu par exemple, où les hommes portaient traditionnellement un fil nouant leur prépuce et tenant le pénis relevé). Ces prescriptions ou tabous s’appliquent surtout à partir de la puberté.

Après une période où la pudeur a été exaltée par les élites de l’Occident (du XVIIe au XIXe siècle), on qualifiait encore au début du XXe siècle les organes génitaux humains d’organes « honteux », en n’autorisant leur représentation (pour la représentation de corps d’hommes, mais non de femmes) que dans la sculpture et la peinture, alors que les civilisations grecque, étrusque ou romaine toléraient ou encourageaient la nudité (au combat, à l’exercice, lors de Jeux olympiques, etc.). Certaines cultures ou religions ont toléré ou encouragé la circoncision, l’excision, voire l’infibulation, ou inversement le port de vêtements ou d’attributs mettant en valeur les organes génitaux masculins (comme certains vêtements de la Renaissance) ou l’étui pénien.
Dans la plupart des pays, depuis la fin du XXe siècle, l’éducation sexuelle à l’école a pour rôle d’apprendre aux enfants le fonctionnement de l’appareil reproducteur humain, en abordant souvent les aspects fonctionnels et médicaux de la fonction ainsi que la contraception.

### Psychanalyse et physiologie de la génitalité
La psychanalyse et la physiologie n’astreignent pas les organes génitaux à la seule reproduction de l’espèce : ils sont reliés, comme disposition, à la notion de génital.

## Chez les autres vertébrés
Le système reproducteur est centré sur les gonades, qui produisent les gamètes, ou cellules sexuelles. Chez les animaux sexués, on parle d'ovaire pour la gonade femelle et de testicule pour la gonade mâle comme chez les êtres humains.

## Chez les invertébrés
- Reproduction des insectes

### Planaires
Le système reproducteur des planaires est largement similaire parmi leurs différentes familles, bien que les structures associées puissent varier en complexité.

## Organes sexuels des plantes

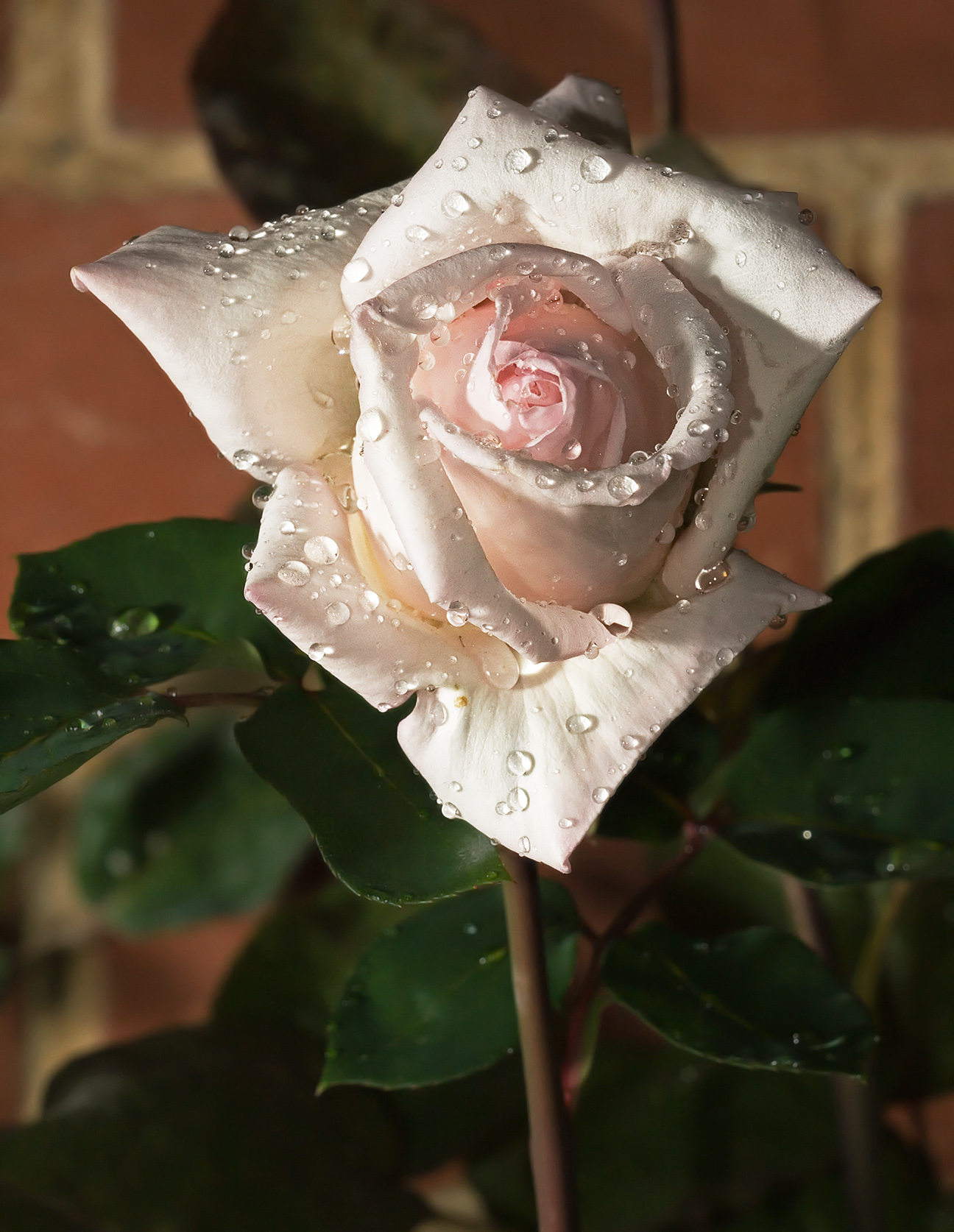
Une fleur, organe reproducteur des plantes à fleurs.

Les fleurs sont les organes reproducteurs des plantes à fleurs, les cônes sont les organes reproducteurs des conifères, tandis que les mousses, les fougères et autres plantes similaires ont pour organe de reproduction des gamétanges ou gamétocystes.
Le pistil ou « gynécée » est l’organe femelle des plantes à fleurs.
Les étamines sont les organes reproducteurs mâles.
La fleur comporte deux parties distinctes permettant sa reproduction. Il s'agit d'une part de l'androcée (nom masculin) composé de l'ensemble des étamines (nom féminin) de la fleur, et de l'autre part du gynécée (nom masculin) plus communément appelé pistil désignant l'ensemble des carpelles (nom masculin) de la fleur. Chaque étamine est définie par un filet (sorte de tige) qui relie l'anthère (nom féminin) à la fleur. C'est au niveau des étamines que le pollen est produit. Les carpelles sont composés du stigmate, des ovaires et du style (reliant les deux parties précédentes). Lorsque du pollen entre en contact avec le stigmate, les ovaires sont fécondés. Ainsi la fleur fane et les graines sont produites et permettent la reproduction de la plante.